# 露絲·哈迪卡
露絲·哈迪卡（捷克語：Lucie Hradecká，1985年5月21日—）是捷克职业网球女运动员，2004年轉職業。她的WTA生涯最高單打排名為第41（2011年6月6日）。

## 外部連結
- 露絲·哈迪卡的国际女子网球协会官方資料（英文）
- 露絲·哈迪卡的國際網球總會 職業／青少年 官方資料（英文）
- Fed Cup - Player profile - Lucie HRADECKA (CZE) （页面存档备份，存于）